# Hertzöga BK
Hertzöga BK är en fotbolls- och innebandyklubb belägen i Skåre i Karlstad i Sverige.

## Historik
Klubben grundades den 15 augusti 1962 vid gamla Hertzöga skola, och den 24 oktober samma år tillsattes den första styrelsen. Förutom fotboll utövades under de tidiga åren även bandy.
Under 1990-talet blev Hertzöga BK en av Karlstads mest framgångsrika fotbollsklubbar. 1992 spelade A-laget i division 1 i fotboll för herrar, som då Sveriges nästa högsta division, och besegrade bland annat Hammarby IF på Söderstadion med 4-0 den 9 augusti.
Fotboll herr A spelar i div 4, fotboll dam A spelar i div 2. (2024)
Innebandy herr A spelar i div 2, innebandy dam A spelar i div 2. (2024)